# إدوارد بانكروفت
إدوارد بانكروفت (بالإنجليزية: Edward Bancroft)‏ هو طبيب وجاسوس أمريكي، ولد في 20 يناير 1745 في ويستفيلد في الولايات المتحدة، وتوفي في 8 سبتمبر 1821 في مارجيت في المملكة المتحدة.

## مطلع حياته
وُلد بانكروفت في 20 يناير عام 1745 في ويستفيلد في ماساتشوستس. عندما كان يبلغ من العمر عامين، مات والده جراء نوبة صرع، ثم تزوجت والدته مرة أخرى بعد ذلك بخمس سنوات من دايفد بول من كونيكتيكت.
درس بانكروفت هناك على يد سيلاس دين، معلم مدرسي أصبح فيما بعد سياسيًا بارزًا ودبلوماسيًا عمل معه بانكروفت في باريس لاحقًا. في عمر السادسة عشر، كان بانكروفت يتعلم على يد طبيب في كلينغورث في كونيكتيكت، لكنه هرب بعد عدة سنوات. (عاد بانكروفت وسد دينه لمعلمه السابق عام 1766).

## أمريكا الجنوبية ولندن
في الرابع عشر من شهر من يوليو، بعد هروب بانكروفت من تدريبه، رحل من نيو إنغلاند متجهًا إلى مستعمرات العبيد لإنتاج السكر في غيانا الهولندية، حيث أصبح طبيبَ مزارع. وسرعان ما وسع نطاق ممارسته في عدة مزارع وكتب دراسة عن البيئة المحلية. استنادًا إلى ملاحظات التجارب التي كان أجراها المستوطنون الهولنديون على الأنقليس الحي في سورينام واسكيبو وما حولهما، توصل بانكروفت إلى أن الأنقليس الأمريكي والسمك الرعاد تصدر كهرباء لصعق فريستها بدلًا من الحركات الميكانيكية السريعة غير الملحوظة، كما كان يجادل البعض في السابق. على الرغم من أنه غادر أمريكا الجنوبية في عام 1766، إلا أنه نشر «مقالة عن التاريخ الطبيعي لغيانا، في أمريكا الجنوبية» في لندن عام 1769، حيث شرع في تكوين حياته المهنية كرجل علم بتشجيع من بنجامين فرانكلين. ثم كتب بانكروفت بغزارة عن كيمياء الصبغات فيما بعد. اعتمدت كتابته جزئيًا على عمله في غيانا الهولندية، إذ تتناقض تقنيات الصباغة غير الأوروبية مع «الكيمياء الفلسفية» التي نتعلمها من الفلاسفة الطبيعيون مثل بانكروفت نفسه.
جذب كتاب تاريخ غيانا الطبيعي لبانكروفت (1769) انتباه بول وينتورث عميل المستعمرة في نيوهامبشير في لندن، الذي استأجر بانكروفت كي يتقصى مزرعة وينتورث في سورينام وليقدم توصيات تهدف إلى جعل زراعته أكثر كفاءة. قضى بانكروفت شهرين هناك قبل أن يعود إلى لندن. أثناء إقامته في سورينام، كتب بانكروفت رواية أشبه بالسيرة الذاتية مكونة من ثلاثة مجلدات، وهي تاريخ المبجل تشارليز وينتورث. تحاكي هذه الرواية الرسائلية رواية كانديد لفولتير وهي تتبع حياة مالك مزرعة (الذي يحمل نفس لقب صديقه وصاحب عمله)، كما تعكس المعتقدات الإلهية التي يعتنقها بانكروفت، ساخرةً من مقاطع في الإنجيل وتنتقد المسيحية في «روحها الكريهة ذات التعصب والاضطهاد».
في عام 1771، تزوج إدوارد من بينيلوب فيلوز التي تبلغ من العمر 22 عامًا، ابنة عائلة كاثوليكية بارزة. وُلد إدوارد الابن في عام 1772؛ أنجبا ستة أطفال آخرين. انتُخب بانكروفت كزميل للجمعية الملكية في عام 1773 «رجل نبيل ضليع في التاريخ الطبيعي والكيمياء ومؤلف التاريخ الطبيعي لغيانا». في صيف 1773، التحق بانكروفت بالجمعية الطبية في لندن، بالرغم من أنه لم يحصل على درجة الدكتوراه في الطب من جامعة أبردين حتى عام 1774.

## التجسس لصالح الأمريكان في لندن
عندما أرسلت لجنة المراسلة السرية سيلاس دين (معلم بانكروفت السابق) إلى فرنسا في عام 1776، أعطى فرانكلين تعليمات لدين بأن يتواصل مع بانكروفت، معتقدًا أنه سيكون مصدرًا مفيدًا للمعلومات. وصل دين إلى فرنسا في السابع من يونيو عام 1776؛ في اليوم التالي، كتب إلى بانكروفت في لندن سائلًا إياه أن يذهب إلى باريس. قال دين في خطابه أنهما سيتناقشان بشأن الحصول على بضائع للتجارة مع الهنود، وألحق الخطاب بثلاثين جنيهًا استرلينيًا (مبلغ سخي) لتكاليف السفر. لم يذكر دين قضايا سياسية خشية أن يقع المقال بيد أحد. قابل بانكروفت دين في الثامن من يوليو وعلم أن غرض دين من ذهابه إلى فرنسا هو أن يحظى بالدعم الفرنسي للأمريكان ضد بريطانيا. رفض بانكروفت الدعوة لحضور المفاوضات، إلا أنه عمل كمساعد لدين ومترجم له. أدت مفاوضات دين إلى إرسال المؤن إلى الأمريكان.
أخبر دين بانكروفت أن القادة الأمريكان تمنوا أن يورطوا بريطانيا في حرب ضد خصوم آخرين (خصوصًا تحالف فرنسا وبروسيا)، ما أرادوا به أن يلهي بريطانيا. بالرغم من أن دين وأمريكان آخرين ظنوا أن فرنسا ستكون لهم حليفًا، لم تؤدِّ الحيلة إلى أي شيء. ومع ذلك، انزعج بانكروفت كثيرًا من هذا. في 26 يوليو 1776، عاد بانكروفت إلى لندن، مؤكدًا لدين أنه سيتجسس لصالح المستعمرات. في لندن، أرسل بانكروفت نسخًا من الصحف والمنشورات الحديثة حول الأحداث الجارية بالإضافة إلى إرسال الرسائل الطويلة إلى دين لإطلاع الأميركيين على تفكير الحكومة والشعب البريطانيين. رتب بانكروفت تهريب رسائله إلى فرنسا في حقائب دبلوماسية فرنسية لتجنب فتحها من قبل مكتب بريد لندن. في ديسمبر 1776، أشعل الرسام جون حريقًا بالقرب من رصيف بورتسموث ثم زار بانكروفت. رفض بانكروفت تقديم أي مساعدة له.

## التجسس لصالح البريطانيين
على الرغم من أن بانكروفت كان يعمل لدى فرانكلين ودين، إلا أنه لم يكن متحمسًا بشأن الاستقلال الأمريكي، وخشي من احتمالية اندلاع حرب فرنسية ضد بريطانيا. على الرغم من وعده لدين، كان لديه تحفظات بشأن فعل أي شيء قد يشجع على إحداث الشقاق بين بريطانيا والمستعمرات الأمريكية.
في لندن، التقى بانكروفت ببول وينتوورث، الذي جندته الخدمة السرية البريطانية مؤخرًا. رتب وينتورث مقابلة لبانكروفت مع رئيس الخدمة السرية وليام إيدناند لوردز سوفولك وويموث، حيث وافق بانكروفت على أن يصبح جاسوسًا لبريطانيا. بعد ذلك بيومين، في 14 أغسطس 1776، كتب بانكروفت تقريرًا من تسع صفحات يوضح بالتفصيل ما استطاع دين تحقيقه منذ وصوله إلى فرنسا. في أوائل فبراير 1777، زار بانكروفت جون الرسام بينما كان في السجن في لندن.
بعد فترة وجيزة، صار فرانكلين من يتولى المفاوضات مع فرنسا. أُمر بانكروفت بأن يرتبط بفرانكلين. لحسن الحظ، عين فرانكلين بانكروفت سكرتيرًا للجنة الأمريكية في باريس. في 26 مارس 1777، غادر بانكروفت لندن متوجهًا إلى باريس، حيث انضمت إليه زوجته وأطفاله بعد شهرين. مقابل تجسسه، وعد البريطانيون بانكروفت أن يُعطى معاشًا من 200 جنيه. (تم زيادة هذا المبلغ لاحقًا إلى 500 ثم 1000 جنيه).
ساعد بانكروفت فرانكلين ودين من خلال نسخ الرسائل والوثائق الأخرى، وعن طريق ترجمة المراسلات الدبلوماسية إلى اللغة الفرنسية أو الإنجليزية ومن خلال ترتيب الإصلاحات، وتوظيف الطاقم، وشراء المؤن للسفن الأمريكية في الموانئ الفرنسية. وهكذا استطاع بانكروفت الوصول إلى الكثير من المعلومات الحساسة التي تمكن من نقلها إلى البريطانيين.
كتب بانكروفت تقاريرَ متخفية تحت غلاف الرسائل الأسبوعية إلى «السيد ريتشاردز»، بتوقيع «إدوارد إدواردز»، حول «البسالة» (بطولات مع النساء). لكن بين سطور نص الغلاف، كتب بانكروفت تقاريره بحبر خاص. كل يوم ثلاثاء بعد الساعة 9:30 مساءً، يضع الرسالة في زجاجة، ويقيد حولها سلسلة، ويتركها في حفرة في شجرة شمشاد معينة في باريس. يأخذ مسؤول بريطاني الرسالة ويستبدلها بأوامر جديدة. يعود بانكروفت في وقت لاحق من تلك الليلة لاستعادة الزجاجة. من خلال هذه الطريقة، يمكن أن يكون جورج الثالث قد رأى معاهدة التحالف الفرنسية الأمريكية بعد يومين فقط من توقيعها.
كان بانكروفت «ناجحًا لكنه غير فعال»؛ أي أنه على الرغم من أنه جمع قدرًا كبيرًا من المعلومات، لم يتمكن البريطانيون من منع التحالف الفرنسي الأمريكي.
في ديسمبر عام 1777، وصل جون بول جونز إلى فرنسا، متوقعًا أن يحصل على قيادة السفينة إندين التي بنيت في أمستردام. بسبب المعلومات الاستخباراتية التي قدمها بانكروفت، تمكن البريطانيون من الضغط على الهولنديين لإلغاء بيع السفينة.
ومع ذلك، وبسفن أصغر، تمكن جونز من مداهمة المدن الساحلية في إنجلترا وأيرلندا واستولى على سفينتين حربيتين بريطانيتين على الرغم من المعلومات الاستخباراتية العادية التي حصل عليها البريطانيون من قبل بانكروفت. جاهلًا بكون بانكروفت جاسوسًا بريطانيًا، أصبح جونز وبانكروفت صديقين مقربين حتى أن جونز استخدمه كوسيط مع فرانكلين.

## وصلات خارجية
- إدوارد بانكروفت على موقع الموسوعة البريطانية (الإنجليزية)